# Liškoun pelagický
Liškoun pelagický (Alopias pelagicus) je druh liškounovitého žraloka, který se vyskytuje v tropických až subtropických vodách Tichého a Indického oceánu. Podobně jako ostatní liškouni, i liškoun pelagický má extrémně protažený horní lalok ocasní ploutve, který slouží k omračování kořisti, kterou představují menší druhy ryb a desetiramenatců. Liškoun pelagický obývá otevřené epipelagické vody (od vodní hladiny do cirka 200 m), avšak občas připlouvá i blíže k pobřeží v oblastech úzkých kontinentálních šelfů nebo čisticích stanic ryb, kde se zbavuje parazitů. Jedná se o nejmenšího z liškounů, dospělci dosahují typicky délky kolem 3 m, přičemž takřka polovinu z této délky zabírá ocas.
Stejně jako ostatní obrouni je liškoun pelagický vejcoživorodý. Samice v každé ze dvou děloh vyprodukuje větší schránku s plodným vajíčkem a malým žloutkovým váčkem. Embryo se nejdříve živí váčkem a později schránkami s neplodnými vajíčky, které samice průběžně produkuje a vypouští do dělohy. Mláďata při narození dosahují takřka poloviční délky samice. Jedná se o ohrožený druh, jelikož je cíleně i nechtěně loven komerčními rybáři v neudržitelných počtech. Vedle masa k přímé lidské spotřebě se z liškouna zpracovávají i ploutve na polévku, z jater se extrahuje olej a kůže se využívá v oděvním průmyslu.

## Systematika
Liškoun pelagický byl popsán japonským ichtyologem Hirošimem Nakamurou v roce 1935. Nakamura svůj popis postavil na třech velkých exemplářích. Typový exemplář však Nakamura neurčil. Publikaci článku o novém druhu doprovázela kresba dospělé samice a plodu, který však patrně zobrazoval příbuzného liškouna obecného (Alopias vulpinus). K podobným záměnám obou druhů došlo již mnohokrát i ve vědeckých publikacích. Řada pozdějších autorů (např. Johnson 1978) publikovali ilustrace „liškouna obecného“, které nicméně zobrazují liškouna pelagického. Za nejbližšího příbuzného liškouna pelagického se považuje liškoun velkooký (Alopias superciliosus).
Rodové jméno Alopias pochází z řeckého alopex (liška) a druhové pelagicus je odvozeno z řeckého pelagios neboli pelagický.

## Výskyt
Vyskytuje se v tropických a subtropických vodách indopacifické oblasti. Ke konkrétním oblastem výskytu v Indickém oceánu patří Jihoafrická republika, Rudé moře, Arabské moře, Adenský záliv a Austrálie. V Pacifiku se jedná o Čínu, Tchaj-wan, Japonsko, Novou Kaledonii, východní Mikronésii, Tahiti, Havaj, Kalifornii, Mexiko včetně Kalifornského zálivu i rovníkové vody kolem Galapág nebo Francouzské Polynésie. Primární habitat druhu tvoří oceánské, epipelagické vody, avšak v místech úzkého kontinentálního šelfu se může vyskytovat i blízko pobřeží. Občas se objeví i na korálových útesech a ve větších lagunách. Vyskytuje se do hloubek nejméně 300 m.

## Popis

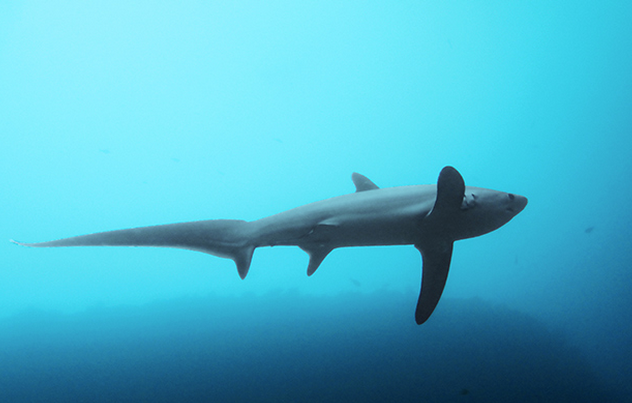
Spodní pohled na liškouna pelagického s nápadnými rovnými okrouhle zakončenými prsními ploutvemi

Jedná se o nejmenšího zástupce liškounovitých žraloků. Dospělci dosahují typické délky kolem 3 m a váhy kolem 70 kg, i když březí 3m samice vážila až 98 kg. Největší jedinci dosahují k 3,7 m, možná až k 4,3 m. Velikost novorozeňat se pohybuje kolem 1,3–1,6 m.
Liškoun pelagický má tělo vřetenovitého tvaru se středně dlouhým kónickým rypcem. Hřbetní strana těla je světle šedá, břicho je bílé. Oblast kolem žaberních štěrbin a na bocích může mít kovově stříbrný odlesk. Středně velké oči jsou umístěny po stranách hlavy. Prsní ploutve jsou rovné a široké se zakulacenými konci. První hřbetní ploutev je umístěna ve střední části hřbetu; vzdálenostně asi mezi prsními a břišními ploutvemi. Druhá hřbetní ploutev i řitní ploutev jsou jen malé a nevýrazné. Nejvýraznějším znakem druhu je extrémně protažený horní lalok ocasní ploutve, který se postupně ztenčuje do úzkého proužku. Tento lalok dosahuje kolem 46–49% délky těla a na jeho konci se nachází úzký ocasní zářez, který je zhruba stejně velký jako báze druhé hřbetní ploutve. Zuby jsou ve srovnání s ostatními druhy žraloků i s velikostí těla jen velmi malé. U 277 cm dlouhé samice měřil nejdelší přední zub pouze 6 mm podél nejdelší hrany a 5 mm vzdušnou čarou od kořene po konec hrotu. Zuby obou čelistí jsou si podobné; jsou zešikmené, hladké s postranními hrbolky na vnějších okrajích, které jsou nejvýraznější u předních zubů horní čelisti. Horní čelist má 37–45 řad zubů, spodní 37–48. Počet obratlů je 453–477 (včetně ocasu).
Od příbuzného liškouna obecného lze liškouna pelagického odlišit díky tmavým skvrnám nad bází prsních ploutví, které jsou u liškouna obecného bílé, a absencí záústních záhybů. Liškoun velkooký má zase nápadně větší oči, drážku na vrcholu hlavy a vyšší počet větších zubů.

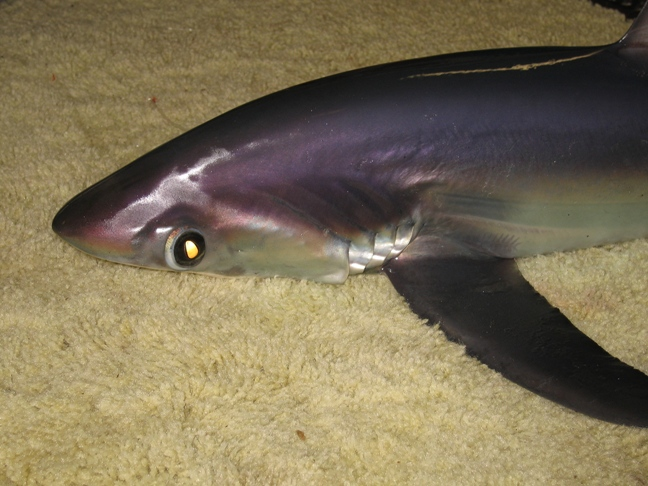
Liškoun pelgaický; za povšimnutí stojí tmavá barva nad bází prsní ploutve, která ho odlišuje od liškouna obecného
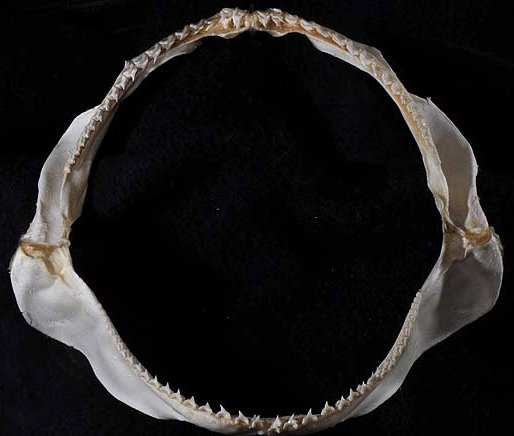
Čelisti, které zahrnují ostré, avšak na žraloka velmi malé zuby
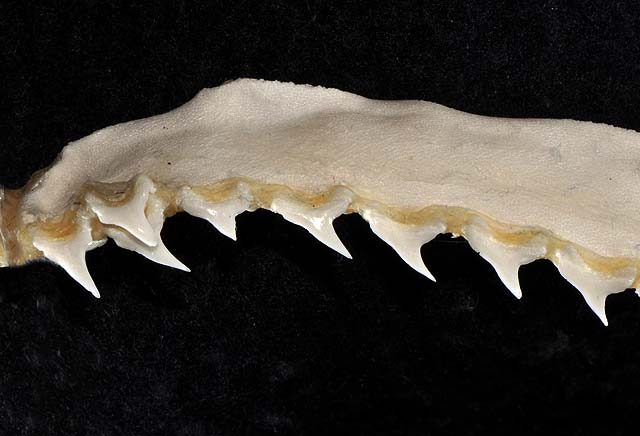
Zuby
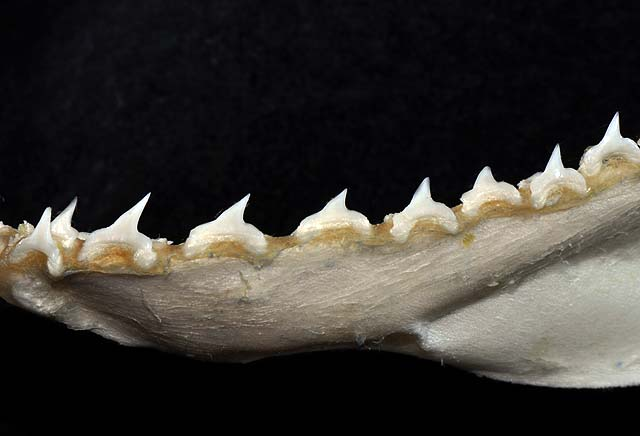
Zuby s patrnými hrbolky na vnější straně

## Biologie a ekologie
Liškoun pelagický představuje rychlého, hbitého plavce, který je znám vysokými výskoky nad vodní hladinu. Byl dokonce zaznamenán při pěti výskocích následujících bezprostředně za sebou. K predátorům druhu patří patrně velké druhy ozubených kytovců a velké druhy žraloků. K parazitům patří tasemnice jako Litobothrium amplifica, L. daileyi a L. nickoli, které obývají spirální řasu žraloka (část trávicího ústrojí), nebo klanonožci z rodu Echthrogaleus, jako je Echthrogaleus denticulatus. U filipínského ostrova Malapascua byli liškouni pelagičtí pozorováni při navštěvování tzv. čisticích stanic místních čisticích ryb, jmenovitě pyskouna rozpůleného (Labroides dimidiatus) a kněžíka srpkovitého (Thalassoma lunare), kteří liškounům pomáhají zbavovat se parazitů. K největší intenzitě čištění docházelo zrána, což patrně poukazuje na hladové čističe. Přítomnost čisticích stanic může být pro liškouny pelagické důvodem připlouvání do mělkých filipínských vod, kterým se jinak vyhýbají z důvodů rušivých jevů produkovaných lidmi. Vzhledem k tomu, že liškou pelagický nemá retia mirabilia (sg. rete mirabile), čili cévní systém umožňující neodvádět metabolické teplo pryč z těla, nepředpokládá se, že by liškou pelagický byl teplokrevný podobně jako příbuzný liškoun obecný.

### Potrava
Jedná se o aktivního predátora, který se živí hlavně rybami (sledi, letouni, makrely, lampovníci) a desetiramenatci. Konkrétní složení jídelníčků závisí na lokaci a je známo z několika studií obsahu žaludků. Studie z roku 2020 z Ekvádoru identifikovala 19 druhů kořisti, z čehož bylo 10 druhů hlavonožců a 9 ryb. Z hlavonožců byly nejvíce zastoupeny krakatice Ommastrephes bartramii, Dosidicus gigas a Sthenoteuthis oualaniensis, z ryb to byl hlavně štikozubec Gayův (Merluccius gayi). Během studie nebyly zjištěny rozdíly v jídelníčku samců a samic. Podle starší studie z Ekvádoru tvořili hlavní složku jídelníčku liškouna pelagického kalmar peruánský (Dosidicus gigas), lampovník panamský (Benthosema panamense) a krakatice Sthenoteuthis oualaniensis. V mořích Indonésie utvářely klíčové potravní položky tuňák Auxis thazard, krakatice Sthenoteuthis oualaniensis a lampovník Dasyscopelus spinosus. Zatímco podle závěrů některých studií se jedná o specializovaného predátora, jiná studie takové závěry nepotvrdila. Obliba krakatic, zejména Sthenoteuthis oualaniensis, napovídá, že liškou loví hlavně v noci, kdy má větší šanci krakatice ulovit.
Podobně jako ostatní liškouni, i liškoun pelagický k lovu využívá svůj abnormálně prodloužený horní lalok ocasní ploutve, jejímž rychlým pohybem přirovnávaným k prásknutí biče svou oběť nejdříve omráčí. Z tohoto důvodu jsou liškouni nezřídka chyceni na háčky rybářů právě za ocas, jelikož se snaží omráčit návnadu na háčku, přičemž se na háček nechtěně nabodnou ocasem. Při lovu hejnových ryb si mohou pomáhat nahánět kořist krouživými pohyby kolem hejna.

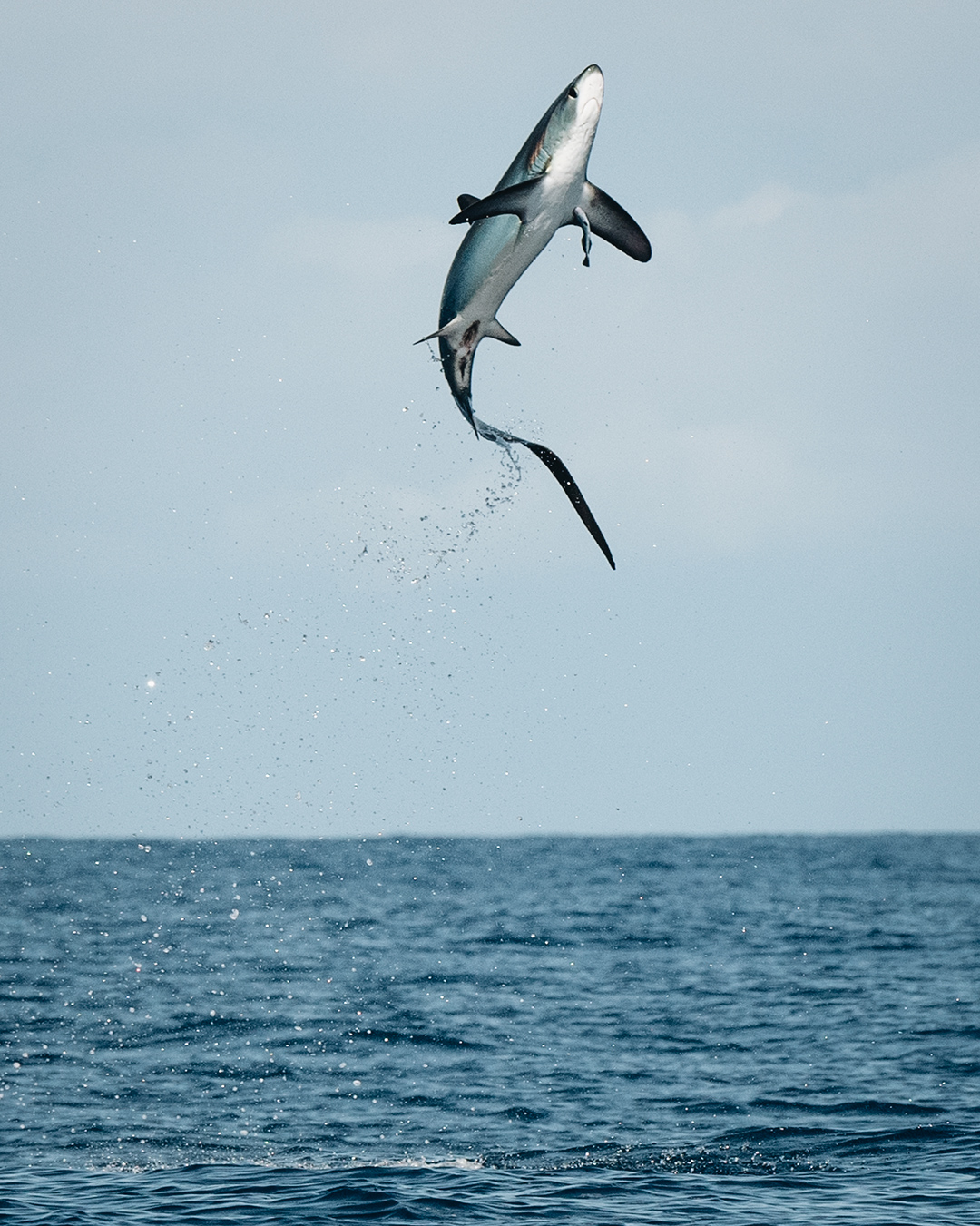
Liškoun pelagický při výskoku z vody (Kostarika)

### Životní cyklus
Stejně jako ostatní liškounovití, i liškoun pelagický je vejcoživorodý. Samice rodí dvě mláďata, vzácně pouze jedno; každé mládě se vyvíjí v jedné ze dvou děloh samice. Někdy po kopulaci samice vypouští do dělohy velké oplodněné vajíčko (11×15 mm), které je spolu s malým žloutkovým váčkem uloženo v rozlehlé schránce (12×2 cm). Následuje vypuštění cirka 30–40 menších schránek (9×2 cm) obsahující vždy jedno menší neoplodněné vajíčko o průměru kolem 4–7 mm a malý žloutkový váček. Embryo ve větší schránce se nejdříve krmí na žloutkovém váčku, avšak po jeho zkonzumování se začne krmit na samotné schránce. V této fázi má embryo zvláštní malé zuby, které mu pomáhají prokousat se schránkou ven. Jakmile se jí prokouše, zůstává v děloze, kde se krmí na děložní tekutině a na schránkách, které samice neustále produkuje. V pozdější fázi již polyká schránky celé. 50 cm velká embrya již mají modrou pigmentaci a jsou vzhledově podobná dospělcům. 80cm embrya jsou již stejná jako dospělci. Samice se může se rozmnožovat po celý rok, což se vyvozuje na základě nálezu březích samic v různých fázích březosti v průběhu celého roku. Doba březosti trvá patrně 9 měsíců a nezvykle velká mláďata se rodí při dosažení délky kolem 1,3–1,6 m.
Nedospělí jedinci rostou v prvním roce kolem 9 cm / rok, ve druhém a třetím roce 8 cm / rok a meziroční růst se podobně nadále zmenšuje s přibývajícím věkem. Samci dospívají kolem věku 7–8 let, samice kolem věku 8–13 let. Samci se dožívají kolem 20 let, samice kolem 29 let.

## Ohrožení

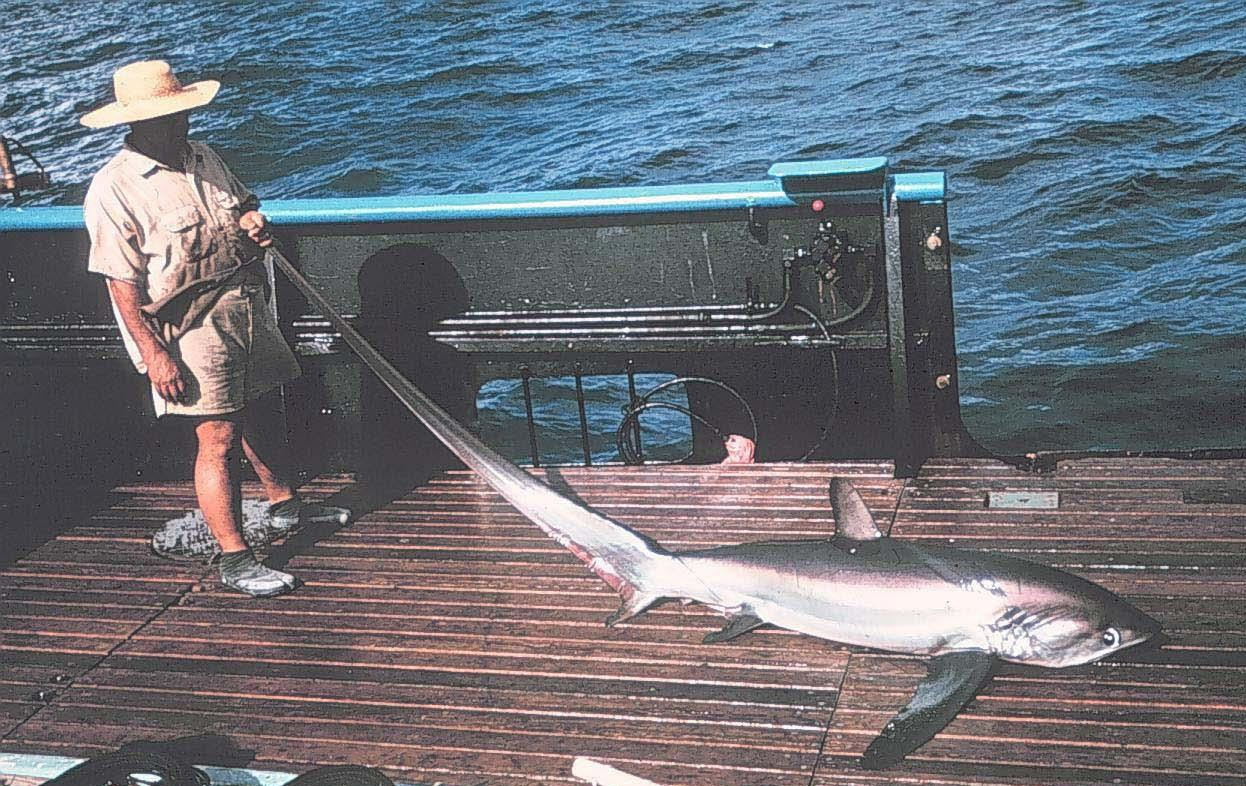
Ulovený liškoun pelagický

Mezinárodní svaz ochrany přírody (IUCN) považuje liškouna pelagického za ohrožený druh. Populace druhu klesá v Tichém i Indickém oceánu. IUCN ve své zprávě o stavu populace z roku 2019 odhaduje, že populační pokles během posledních 3 generací (odhadován na 55,5 let) je 50–79 %. Hlavní hrozbu druhu představují komerční rybáři, kteří liškouny pelagické loví nechtěně i cíleně. Problém představují i sportovní rybáři, kteří sice většinou pustí odchyceného žraloka pelagického zpět do vody, avšak úmrtnost v případě odchycení za horní lalok je potenciálně velmi vysoká (u liškouna obecného se odhadovala až na 78 %). Druhu nepřispívá ani velmi pomalá obnova populace. Sportovní rybáři oceňují liškouna pelagického díky jeho urputném boji na udici i jeho tendenci vyskakovat vysoko nad hladinu moře. Vedle masa pro přímou konzumaci lidé využívají i ploutve, ze kterých se vaří žraločí polévka, játra pro extrakci vitamínů i kůži, která nalézá využití v oděvním průmyslu.